# Ali Haydar Yuluğ

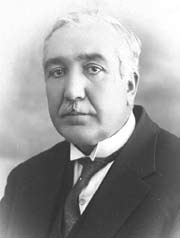
Haydar Yuluğ

Ali Haydar Yuluğ (geboren 1878 in Izmir; gestorben am 18. September 1937 in Istanbul) war ein türkischer Beamter, Gouverneur, Bürgermeister von Ankara und Istanbul und Abgeordneter in der Großen Nationalversammlung der Türkei.

## Leben
Haydar Yuluğ wurde 1878 als Sohn des Zollbeamten Mustafa Naili Efendi und dessen Ehefrau Ayşe geboren. Er besuchte die osmanische Beamtenschule İdâdî-i Mülkiye und studierte bis zum erfolgreichen Abschluss im Jahr 1902 an der Verwaltungsschule Mekteb-i Mülkiyye-i Şâhâne. Am 13. Oktober 1902 wurde er zum Beamten in der Provinz Aydın ernannt, vom 10. Februar 1905 bis zum 20. Juli 1905 war er als stellvertretender Gouverneur in Marmaris tätig. Vom 3. August bis zum 17. Oktober 1905 arbeitete er als Stellvertreter des Bezirksgouverneurs von Seferihisar. Am 23. Oktober 1905 wurde er zum Bezirksgouverneur (Vali) von Seferihisar ernannt und am 1. September 1908 zum Bezirksgouverneur von Foçateyn.
Am 26. August 1909 wurde er als Gouverneur des Distrikts Milas versetzt und am 27. Mai 1911 zum Gouverneur des Distrikts Nazilli ernannt. Das Amt legte er am 10. April 1912 nieder als er für den Landkreis Menteşe zum Abgeordneten des osmanischen Abgeordnetenhauses gewählt wurde. Als das Parlament aufgrund der angespannten politischen Lage am 4. August 1912 aufgelöst wurde, kehrte Yuluğ in den öffentlichen Dienst zurück und wurde am 25. September 1912 zum Bezirksgouverneur von Çorlu ernannt.
Am 27. Mai 1914 wurde er zum Zivilinspektor dritter Klasse befördert und der Region Trabzon-Canik zugeteilt. Am 18. Mai 1915 wurde er zum ersten Assistenten der Einwanderungsverwaltung ernannt und am 30. Oktober 1915 zum Zivilinspektor zweiter Klasse befördert. Aufgrund seiner Erfolge wurde er 1916 zum Mutasarrıf befördert und am 10. Juni erstmals zum Antep Mutasarrıf ernannt. Danach wurde er am 14. August 1916 zum Gouverneur von Urfa, am 19. April 1917 von Aydın, am 13. September 1917 von Isparta, am 13. Juli 1918 von Çatalca und am 1. Dezember 1918 von Bolu ernannt.
Am 24. Juli 1920 wurde er in das Innenministerium berufen und am 21. September 1920 als Zivilinspektor erster Klasse befördert. Am 3. August 1921 wurde er von der Regierung von Ankara zum Gouverneur von Sivas ernannt. Haydar Yuluğ trieb den Ausbau einer modernen Infrastruktur voran, baute 35 Schulen und gründete eine Industrieschule.
Am 12. März 1923 wurde Yuluğ zum Gouverneur von Istanbul ernannt. Ab dem 15. April 1923 übernahm er auch die Aufgaben des Bürgermeisters als Verwaltungsherr der Stadt. In seine Amtszeit fiel der Übergang der Türkei von der Monarchie zur Republik. Als höchster Beamter der Stadt war er für die Umsetzung des Gesetzes zur Abschaffung des Kalifats und die Absetzung der Sultansfamilie verantwortlich. Yuluğ musste vor allem für die Versorgung der Stadtbewohner mit Nahrungsmitteln sorgen. Er leitete außerdem ein umfassendes Infrastrukturprogramm ein, ließ viele Straßen der Stadt verbreitern und neue bauen.
Am 5. Juni 1924 wurde Haydar Yuluğ zum Bürgermeister von Ankara berufen und sollte die neue Hauptstadt des Landes aufbauen. Zur Deckung des massiven Baustoffbedarfs ließ Yuluğ vor der Stadt Ziegel-, Fliesen-, Holz-, Kalk- und Elektrizitätsfabriken errichten. In dieser Zeit wurden auch eine moderne Stadtfeuerwehr gegründet.
Am 27. November 1926 schied Yuluğ aus der Verwaltung Ankaras aus und wurde Abgeordneter für Istanbul in der Großen Türkischen Nationalversammlung. Er trat der kurzlebigen Oppositionspartei Serbest Cumhuriyet Fırkası bei. Während seiner zweiten Legislaturperiode schied er aus dem Parlament aus und wurde Vorsitzender der Enteignungskommission der Stadtverwaltung von Istanbul.
Ali Haydar Yuluğ starb am 18. September 1937 in Istanbul an Nierenversagen. Er wurde am folgenden Tag auf dem Friedhof in Edirnekapı beigesetzt.